# Guntur
För andra betydelser, se Guntur (olika betydelser).
Guntur är en stad i den indiska delstaten Andhra Pradesh, beläget 64 kilometer norr och väst om Bengaliska viken. Staden ligger omkring 160 mil söder om landets huvudstad New Delhi och 266 kilometer sydöst om delstatens huvudstad Hyderabad. Guntur är en av de största städerna i Andhra Pradesh och hade lite mer än 800 000 invånare 2018.
Guntur är administrativ huvudort i distriktet Guntur och här finns också större delen av utbildningen i distriktet. Affärsverksamhet, industri och jordbruket är också centraliserat till Guntur. Regionen är ett viktigt transportnav och även textilverksamhet är stor här. Guntur är också känt för sin export av chilifrukter, bomull och tobak.